# Костанца Фарнезе
Костанца Фарнезе (на италиански: Costanza Farnese; * ок. 1500, Рим, Папска държава; 23 май 1545, пак там) е губернаторка на Болсена и чрез брак графиня на Санта Фиора.

## Произход
Тя е извънбрачна дъщеря на папа Павел III (тогава кардинал Алесандро Фарнезе) (* 1468, † 1549) и метресата му Силвия Руфини ̈(* 1475, † 1561), римска благородничка и съпруга на търговеца Джовани Батиста Криспо. След смъртта на съпруга си Руфини открито съжителства с Фарнезе, раждайки му още три деца:
- Пиер Луиджи Млади (* 1503; † 1547), 1-ви херцог на Кастро (1537 – 1545) и от 1545 г. първи херцог на Парма и Пиаченца, съпруг на Джеролама Орсини;
- Паоло (* 1504; † 1512);
- Ранучо (* 1509, † 1529), кондотиер, съпруг на Вирджиния Палавичино, дъщеря на Лудовико Палавичино, маркиз на Кортемаджоре.

Има и трима полубратя от брака на майка си, сред които кардинал Тиберио Криспо.
За разлика от братята си Пиер Луиджи и Паоло, узаконени от папа Юлий II на 8 юли 1505 г., и Ранучо, узаконен от папа Лъв X на 11 април 1518 г., Костанца е призната само като извънбрачна дъщеря.

## Биография
През 1517 г. се омъжва за Бозио II Сфорца ди Санта Фиора, 4-ти граф на Санта Фиора, и ражда първото си дете Гуидо Асканио през ноември на следващата година. Впоследствие му ражда още девет деца и живее с баща си в Палацо Фарнезе в Рим, докато децата ѝ са отгледани заедно с тези на брат ѝ Пиер Луиджи в имения извън Рим.
След избирането на баща ѝ за папа за нея започва период на удовлетворение. През 1543 г. той ѝ дава управлението на Болсена и имение близо до Перуджа. Получава и фиксирана месечна пенсия от 300 златни крони. Придобива значително влияние в църковните дела: на 18 декември 1534 г., само два месеца след като баща ѝ става папа, нейният първороден син Гуидо Асканио става кардинал само на шестнадесет години; впоследствие кардинал става и полубрат ѝ Тиберио Криспо. Славата на нейните ходатайства се разпространява бързо в Римската курия и дори Игнатий Лойола я моли да ходатайства пред баща си. Тя също седи до Павел III за официалното признаване на Йезуитския орден.
За разлика от майка си, която избягва публични изяви и е държана скрита от обществеността, Костанца получава от баща си позволението да се появява на публични поводи, като например откриването на фреската на Микеланджело „Страшният съд“ през 1541 г.
Костанца, която с любов се грижи за баща си след смъртта на съпруга си и която има репутацията на алчна и скъперница, е описвана като жена с особена красота и младежки вид дори на 40-годишна възраст. Умира в Рим на 23 май 1545 г. на около 44-годишна възраст. Това е тежък удар за бащата, който се оттегля за няколко дни заедно със Силвия Руфини във Фраскати, за да скърби за смъртта ѝ.

## Брак и потомство
∞ 1517 за Бозио II Сфорца ди Санта Фиора ̈(† 31 август 1535), 4-ти граф на Санта Фиора и военен, син на Федерико I Сфорца ди Санта Фиора и на Бартоломеа Орсини от Питиляно, от когото има шест сина и четири дъщери:
- Гуидо Асканио Сфорца ди Санта Фиора (* 26 ноември 1518, Рим; † 6 октомври 1564, Вила Канедо), кардинал на Санта Фиора от 1534 г.;
- Сфорца I Сфорца ди Санта Фиора (* 1520, Санта Фиора; † 21 октомври 1575, Кастел Аркуато), кондотиер, 12-ти граф на Санта Фиора, ∞ 1. 1540 за Луиджа Палавичини (* 1520, Бусето; † 1552), дъщеря на маркиза на Бусето Палавичино, от която няма деца 2. 18 януари 1553 за Катерина Нобили (* 1540, † 1605), дъщеря ба Винченцо де Нобили от Монтепулчано, от която има син и дъщеря;
- Карло Сфорца ди Санта Фиора (* 1524, † 1571), адмирал;
- Марио I Сфорца ди Санта Фиора (* 1530, † 1591), 13-ти граф на Санта Фиора, ∞ 1548 за Фулвия Конти († 15 ноември 1611, Рим), от която има един син;
- Алесандро Сфорца ди Санта Фиора (* 1534, Рим; † 16 май 1581, Мачерата), кардинал, епископ на Парма;
- Паоло I Сфорца ди Санта Фиора (* 1535, Санта Фиора; † 3 април 1597, Рим), военен и рицар на Военния орден на Калатрава, маркиз на Прочено; ∞ февруари 1562 за Лукреция Пио ди Савоя, дъщеря на Леонело II Пио ди Савоя, господар на Мелдола и Сарсина, от която няма деца;
- Франческа Сфорца ди Санта Фиора (* ок. 1522, † август 1548), ∞ 1. 1537 за Джироламо Орсини, господар на Брачано († 3 ноември 1540), 2. 17 юни 1546 за Лелио дел'Ангуилара;
- Джулия Сфорца ди Санта Фиора, ∞ за Сфорца Палавичино, маркиз на Кортемаджоре и Дзибело през 1543 г.;
- Фаустина Сфорца ди Санта Фиора († пр. януари 1566), ∞ 1. 19 юни 1546 в Пиаченца за Муцио I Сфорца (* февруари 1531, † 22 ноември 1552, Стасбург), маркиз на Караваджо, от когото има син и дъщеря; 2. 1558 за Анибале Костантино Висконти Боромео († 1564)
- Камила Сфорца ди Санта Фиора († 20 ноември 1569), ∞ 1546 за Бесо Фереро-Фиески (* 1528, † 1584), маркиз на Масерано.

- Бозио II Сфорца ди Санта Фиора, съпруг
- Гуидо Асканио, син
- Сфорца I, син
- Алесандро, син